# Gyémántok (film, 1975)
A Gyémántok (eredeti cím: Diamonds) 1975-ben bemutatott amerikai bűnügyi film.

## Cselekmény
Charles Hodgson brit arisztokrata elhatározza, hogy tolvaj lesz belőle. Ehhez szüksége van ikertestvére, Earl segítségére, aki biztonsági szakértőként dolgozik. Earl ugyanis Tel-Avivban létrehozott egy elvileg feltörhetetlen páncélszekrényt, amelyben gyémántokat tárolnak. Charles beveszi a csapatba Archie-t, a betörési szakembert, továbbá Sallyt, a kezdő tolvajt. Charles megismerkedik egy amerikai nővel, Zelda Shapiróval és beleszeret. Zelda azért tartózkodik Izraelben, hogy új férjet találjon magának.

## Szereplők
| Szereplő                       | Színész                                        | Magyar hang   |
| ------------------------------ | ---------------------------------------------- | ------------- |
| Charles Hodgson / Earl Hodgson | Robert Shaw                                    | Szersén Gyula |
| Archie                         | Richard Roundtree                              | Vass Gábor    |
| Sally                          | Barbara Hershey (a stáblistán Barbara Seagull) | Orosz Helga   |
| Zelda Shapiro                  | Shelley Winters                                | Némedi Mari   |
| Moshe                          | Shaike Ophir                                   |               |
| Gaby                           | Gadi Yagil                                     |               |
| Avram                          | Aryeh Muskuna                                  |               |
| Mustafa                        | Yosef Shiloach                                 |               |
| Zippi                          | Yona Elian                                     |               |
| Salzberg                       | Yehuda Efroni                                  |               |
| Rabinowitz                     | Yossi Graber                                   |               |

## Érdekesség
Robert Shaw kettős szerepet játszik, Charles Hodgson és Earl Hodgson szerepében is feltűnik.